# Gustav Kirchhoff
Gustav Robert Kirchhoff, född 12 mars 1824 i Königsberg (nuvarande Kaliningrad), död 17 oktober 1887 i Berlin, var en tysk fysiker.
Kirchhoff blev efter studier vid universitetet i Königsberg 1847 docent i Berlin, 1850 extra ordinarie professor i Breslau, 1854 professor i fysik i Heidelberg och 1875 professor i Berlin. Hans undersökningar behandlade elektricitetsläran, magnetismen, värmeteorin, kroppars elasticitet och utvidgningsförmåga med mera; det vill säga att han arbetat inom de flesta dåtida grenar av fysiken. År 1859 formulerade han Kirchhoffs strålningslag.
Störst uppseende har hans delvis tillsammans med Robert Wilhelm Bunsen utförda undersökningar över spektralanalysen tillvunnit sig, nedlagda i Untersuchungen über das Sonnenspektrum und die Spektren der Chemischen elemente (1861). Genom dessa undersökningar anses Kirchhoff och Bunsen ha grundlagt spektralanalysen och tillsammans upptäckte de grundämnena cesium (1860) och rubidium (1861) spektroskopiskt. Av framstående värde är även hans Vorlesungen über matematische Physik (1879–94).
År 1847 formulerade Kirchhoff, mer av en tillfällighet, två lagar för elektriska nät. Dessa båda lagar, Kirchhoffs strömlag resp. Kirchhoffs spänningslag, utgör tillsammans med Ohms lag grunden för hela den elektriska kretsteorin.
Kirchhoff blev ledamot av preussiska vetenskapsakademien 1861, av ryska vetenskapsakademien 1862, av Royal Society of Edinburgh 1868, av American Academy of Arts and Sciences 1870, av Royal Society 1875 och av Koninklijke Nederlandse Akademie van Wetenschappen 1884.

## Utmärkelser
Gustav Kirchhoff tilldelades Rumfordmedaljen 1862, Davymedaljen 1877 och Matteuccimedaljen samma år samt Janssenmedaljen postumt 1887.
Asteroiden 10358 Kirchhoff är uppkallad efter honom.